# Kong Valdemars Jagt
Kong Valdemars Jagt is een compositie van Niels Gade uit 1838. Het is een toonzetting van een tekst van Bernard Severen Ingemann uit 1816. Gade recyclede de melodielijn van het lied in zijn Symfonie nr. 1. Het gedicht begint met de regel Paa Sjølunds fagre sletter, die uiteindelijk de bijtitel van de symfonie werd. Lied en tekst gaan over de schermutselingen van Waldemar IV van Denemarken om geheel Denemarken onder zijn gezag te krijgen. 